# Zofia Zagajewska-Szlezer
Zofia Zagajewska-Szlezer (ur. 4 kwietnia 1926 w Stanisławowie, zm. 14 października 2017 w Krakowie) – polska pianistka, profesor zwyczajny Akademii Muzycznej w Krakowie.

## Życiorys
W latach 1984–1987 była prodziekanem Wydziału Instrumentalnego Akademii Muzycznej w Krakowie. 11 maja 1990 roku uzyskała tytuł profesora sztuk muzycznych. Od 1992 do 1996 roku – Kierownikiem Zakładu Pedagogiki Fortepianowej tejże uczelni, a także Kierownikiem Międzyuczelnianego Studium Doskonalenia Dydaktyczno Pedagogicznego oraz kierownikiem Studium Doskonalenia Podyplomowego oraz Międzywydziałowego Studium Pedagogiki Muzycznej. Pracowała w Katedrze Fortepianu i Katedrze Kameralistyki Akademii Muzycznej w Krakowie.
Była członkiem założycielem Towarzystwa im. Ferenca Liszta. W 2008 roku nakładem krakowskiej Akademii Muzycznej ukazała się jej publikacja pt. Henryk Sztompka. Człowiek, artysta, pedagog, poświęcona Henrykowi Sztompce.
Żona Zbigniewa Szlezera, matka Mieczysława Szlezera.
Zmarła 14 października 2017 roku w Krakowie, została pochowana 19 października 2017 roku w rodzinnym grobie wraz z mężem na cmentarzu Rakowickim w Krakowie.

## Nagrody i odznaczenia
- Krzyż Kawalerski Orderu Odrodzenia Polski[3]
- Złoty Krzyż Zasługi[4]
- Odznaka „Zasłużony Działacz Kultury”[4]
- Nagroda Ministra Kultury i Sztuki[3]
- Złota Odznaka Zasługi dla Ziemi Krakowskiej[4]